# Magnier Peaks
Magnier Peaks är en bergstopp i Antarktis. Den ligger i Västantarktis. Argentina, Chile och Storbritannien gör anspråk på området. Toppen på Magnier Peaks är 1 345 meter över havet, eller 1 094 meter över den omgivande terrängen. Bredden vid basen är 7,5 km.
Terrängen runt Magnier Peaks är huvudsakligen kuperad, men åt sydost är den bergig. Havet är nära Magnier Peaks åt nordost. Trakten är obefolkad. Det finns inga samhällen i närheten.